# Bela polževka
Bela polževka (znanstveno ime Hygrophorus eburneus) je gliva iz rodu polževk (Hygrophorus).

## Značilnosti
Klobuk ima v premeru od 2 do 6cm. Je bele ali rahlo okraste barve in močno sluzast. Najprej je konveksen, nato se izravna in robovi se zavihajo navzgor.
Lističi so beli, široki in redki. So pripeti na bet in se lahko rahlo spuščajo po njemu.
Bet je bele barve in v dnišču rahlo zožen. Običajno je ukrivljen. Dolg je od 3 do 7 cm in širok od 0,5 do 1 cm. Beti zrelih gob postanejo votli.

## Razširjenost in življenjski prostor
Raste v jeseni v listnatih gozdovih in njihovih robovih. Je mikorizen z bukvami in hrasti. Je razmeroma pogosta in v evropi razširjen od Skandinavije do Sredozemlja.

## Mikroskopske značilnosti
Trosni odtis je bele barve. Trosi so eliptični, gladki, prosojni in merijo 6–8 x 4–5 μm.

## Podobne vrste
- prelčeva polževka (Hygrophorus cossus)
- zlatozoba polževka (Hygrophorus chrysodon)
- bela svetloglavka (Leucocybe connata)
- deviška tratnica (Cuphophyllus virgineus)
- sluzasta širokolistka (Oudemansiella mucida)
- poprhnjena livka (Clitocybe nebularis)

## Uporabnost
Užina. Zaradi sluzavosti ni preveč priljubljena.
Iz belih polževk so izolirali številne biološko aktivne spojine, vključno z maščobnimi kislinami z baktericidnim in fungicidnim delovanjem. Raziskavali jo za morebitno uporabo kot fungicid proti vrsti oomicete Phytophthora infestans, povzročitelju krompirjeve in paradižnikove plesni.

## Galerija slik
- ilustracija
- starejša goba z razprtim klobukom
- lističi in bet
- trosi obarvani z kongo rdečo